# Novos Rumos (álbum de Resgate)
Novos Rumos é o segundo álbum de estúdio da banda brasileira de rock Resgate, lançado em 1993 pela gravadora Gospel Records. Este trabalho marca um leve amadurecimento do grupo, destacando-se as canções "Daniel" e "Todo Som". A obra foi produzida por Edson Guidetti e gravada no estúdio de Rick Bonadio, que toca teclado em algumas faixas.
O disco marca um lado mais humorístico da banda, apostando, até mesmo, em um punk rock com a música "Florzinha", uma versão de uma canção religiosa infantil. No geral, a obra passeia pelo hard rock, especialmente nas músicas "A Paz", "Controle". A versão em CD do disco incluiu faixas do disco anterior.

## Antecedentes
Após lançar o álbum Vida, Jesus & Rock'n'Roll em 1991, os membros do Resgate se tornaram membros da Igreja Renascer em Cristo e assinaram com a gravadora Gospel Records. Assim, o grupo passou a trabalhar em um projeto sucessor.

## Gravação
A banda manteve a parceria com o guitarrista Edson Guidetti, que novamente assinou a produção musical. Rick Bonadio tocou teclado e conduziu a engenharia de som em seu estúdio, desta vez com 24 canais. A obra ainda conteve a participação do cantor Brother Simion, então vocalista da banda Katsbarnea, que tocou gaita em "Florzinha". A canção "Todo Som" ainda contou com captações ao ar livre do quintal de Bonadio.

## Lançamento e recepção
| Críticas profissionais | Críticas profissionais |
| Avaliações da crítica  | Avaliações da crítica  |
| Fonte                  | Avaliação              |
| ---------------------- | ---------------------- |
| O Propagador           | [ 4 ]                  |

Novos Rumos foi lançado em 1993 pela gravadora Gospel Records em vinil. Mais tarde, a versão em CD incluiu quatro faixas do álbum anterior, algo que também ocorreu com outras obras do catálogo da gravadora na época, como Nada É Tão Novo, Nada É Tão Velho (1993) de Oficina G3 e Enquanto É Dia (1993), de Rebanhão.[carece de fontes?] Em janeiro de 2014, com a disponibilização do catálogo do Resgate online, o álbum passou a ser vendido em formato digital.
Retrospectivamente, a obra recebeu uma cotação de 3,5 de 5 estrelas do guia discográfico do O Propagador. Segundo o guia, "as canções não são tão elementares como antes".

## Faixas
Versão vinil
1. "Daniel"(Zé Bruno)
2. "Novos Rumos"(Zé Bruno)
3. "Consciência"(Zé Bruno)
4. "Controle"(Zé Bruno)
5. "Florzinha"(Domínio público)
6. "A Paz"(Zé Bruno)
7. "Leve Fardo"(Zé Bruno)
8. "Mistérios"(Zé Bruno)
9. "Todo Som"(Zé Bruno)

Versão CD
1. "Daniel"(Zé Bruno)
2. "Novos Rumos"(Zé Bruno)
3. "Consciência"(Zé Bruno)
4. "Controle"(Zé Bruno)
5. "Florzinha"(Domínio púbilco)
6. "A Paz"(Zé Bruno)
7. "Leve Fardo"(Zé Bruno)
8. "Mistérios"(Zé Bruno)
9. "Todo Som"(Zé Bruno)
10. "Quem é Ele?"(Zé Bruno)
11. "Paralelo(Zé Bruno)
12. "Rock da Vovó"(Zé Bruno e Hamilton Gomes)
13. "Ele Vem"(Zé Bruno)

## Ficha técnica
Banda
- Zé Bruno - vocais, violão, guitarras
- Hamilton Gomes - vocal de apoio, violão, guitarras
- Marcelo Bassa - baixo
- Jorge Bruno - bateria

Músicos convidados
- Edson Guidetti - produção musical, guitarra
- Rick Bonadio - engenharia de áudio e teclado
- Brother Simion - harmônica em "Florzinha"